# Пшитули (гміна)
Гміна Пшитули (пол. Gmina Przytuły) — сільська гміна у східній Польщі. Належить до Ломжинського повіту Підляського воєводства.
Станом на 31 грудня 2011 у гміні проживало 2194 особи.

## Територія
Згідно з даними за 2007 рік площа гміни становила 71.18 км², у тому числі:
- орні землі: 79.00%
- ліси: 15.00%

Таким чином, площа гміни становить 5.26% площі повіту.

## Населення
Станом на 31 грудня 2011:
| Опис     | Загалом | Загалом | Чоловіки | Чоловіки | Жінки | Жінки |
| -------- | ------- | ------- | -------- | -------- | ----- | ----- |
| одиниця  | осіб    | %       | осіб     | %        | осіб  | %     |
| все      | 2194    | 100     | 1085     | 49.45    | 1109  | 50.55 |
| міське   | 0       | 100     | 0        |          | 0     |       |
| сільське | 2194    | 100     | 1085     | 49.45    | 1109  | 50.55 |

## Сусідні гміни
Гміна Пшитули межує з такими гмінами: Вонсош, Ґрабово, Єдвабне, Радзілув, Ставіські.